# Campeonato Mundial de Voleibol Femenino Sub-21 de 2025
El Campeonato Mundial de Voleibol Femenino Sub-21 de 2025 fue la XXIII edición del torneo mundial de selecciones nacionales femeninas categoría sub-21 de la Federación Internacional de Voleibol (FIVB). Se desarrolló en Indonesia, en las ciudad de Surabaya, del 7 al 17 de agosto de 2025.
El campeón fue el seleccionado italiano tras derrotar en la final a su par japonés. Se trató del tercer título en la categoría para la selección italiana, que además contó con la jugadora más valiosa del certamen, la opuesta Merit Adigwe.

## Países anfitriones y ciudades sede
En septiembre de 2024 la FIVB anunció que el campeonato tendría lugar en Indonesia, y confirmó que la cantidad de equipos participantes sería elevada a 24.

## Calificación
El torneo contó con la participación de 24 equipos, los cuales (con excepción de los anfitriones y el campeón anterior) provendrían de torneos eliminatorios continentales y dos plazas extra para los equipos mejor ubicados en el ranking de la categoría que no hubiesen llegado a clasificar.

## Países participantes
| Confederación                                    | Torneo calificatorio                                                     | Equipo clasificado   | Participaciones | Participaciones | Participaciones | Mejor performance                            |
| Confederación                                    | Torneo calificatorio                                                     | Equipo clasificado   | Total           | Primera         | Última          | Mejor performance                            |
| ------------------------------------------------ | ------------------------------------------------------------------------ | -------------------- | --------------- | --------------- | --------------- | -------------------------------------------- |
| AVC (Asia y Oceanía)                             | País anfitrión                                                           | Indonesia            | 1               | Debut           | Debut           | n/a                                          |
| AVC (Asia y Oceanía)                             | Campeón anterior                                                         | China                | 22              | 1977            | 2023            | Campeón (2001, 2003, 2007, 2013, 2023)       |
| AVC (Asia y Oceanía)                             | Campeonato asiático U20 de 2024 ( Jiangmen, 1 al 9 de julio)             | Vietnam              | 1               | Debut           | Debut           | n/a                                          |
| AVC (Asia y Oceanía)                             | Campeonato asiático U20 de 2024 ( Jiangmen, 1 al 9 de julio)             | Tailandia            | 8               | 1995            | 2023            | Octavo lugar (2007)                          |
| AVC (Asia y Oceanía)                             | Campeonato asiático U20 de 2024 ( Jiangmen, 1 al 9 de julio)             | Japón                | 19              | 1977            | 2023            | Campeón (2019)                               |
| AVC (Asia y Oceanía)                             | Campeonato asiático U20 de 2024 ( Jiangmen, 1 al 9 de julio)             | Corea del Sur        | 14              | 1977            | 2011            | Campeón (1977, 1981)                         |
| CAVB (África)                                    | Campeonato africano U20 de 2024 ( Tunis, 24 al 30 de agosto)             | Túnez                | 4               | 1995            | 2023            | Decimotercero (1995)                         |
| CAVB (África)                                    | Campeonato africano U20 de 2024 ( Tunis, 24 al 30 de agosto)             | Egipto               | 10              | 2005            | 2023            | Undécimo (2005)                              |
| CAVB (África)                                    | Campeonato africano U20 de 2024 ( Tunis, 24 al 30 de agosto)             | Argelia              | 5               | 1993            | 2013            | Noveno (2001)                                |
| CEV (Europa)                                     | Campeonato europeo U20 de 2024 ( Sofia y Dublin, 5 al 17 de agosto)      | Italia               | 18              | 1985            | 2023            | Campeón (2011, 2021)                         |
| CEV (Europa)                                     | Campeonato europeo U20 de 2024 ( Sofia y Dublin, 5 al 17 de agosto)      | Bélgica              | 3               | 2011            | 2021            | Octavo lugar (2011)                          |
| CEV (Europa)                                     | Campeonato europeo U20 de 2024 ( Sofia y Dublin, 5 al 17 de agosto)      | Turquía              | 12              | 1999            | 2023            | Cuarto puesto (2017, 2019)                   |
| CEV (Europa)                                     | Campeonato europeo U20 de 2024 ( Sofia y Dublin, 5 al 17 de agosto)      | República Checa      | 9               | 1985            | 2015            | Sexto lugar (1991, 1997)                     |
| CEV (Europa)                                     | Campeonato europeo U20 de 2024 ( Sofia y Dublin, 5 al 17 de agosto)      | Polonia              | 13              | 1991            | 2023            | Tercer puesto (2003)                         |
| CEV (Europa)                                     | Campeonato europeo U20 de 2024 ( Sofia y Dublin, 5 al 17 de agosto)      | Bulgaria             | 8               | 1985            | 2017            | Cuarto puesto (2009)                         |
| CEV (Europa)                                     | Campeonato europeo U20 de 2024 ( Sofia y Dublin, 5 al 17 de agosto)      | Croacia              | 4               | 2001            | 2007            | Quinto puesto (2001)                         |
| CEV (Europa)                                     | Ranking femenino U21 FIVB                                                | Serbia               | 11              | 1997            | 2023            | Subcampeón (2005, 2021)                      |
| CSV (Sudamérica)                                 | Campeonato Sudamericano Sub-21 de 2024 ( Osorno, 25 al 29 de septiembre) | Argentina            | 1               | 1977            | 2023            | Séptimo (2001)                               |
| CSV (Sudamérica)                                 | Campeonato Sudamericano Sub-21 de 2024 ( Osorno, 25 al 29 de septiembre) | Brasil               | 23 (todas)      | 1977            | 2023            | Campeón (1987, 1989, 2001, 2003, 2005, 2007) |
| CSV (Sudamérica)                                 | Campeonato Sudamericano Sub-21 de 2024 ( Osorno, 25 al 29 de septiembre) | Chile                | 1               | Debut           | Debut           | n/a                                          |
| NORCECA (América del Norte, Central y el Caribe) | Ranking femenino U21 FIVB                                                | México               | 13              | 1977            | 2023            | Cuarto puesto (1981)                         |
| NORCECA (América del Norte, Central y el Caribe) | Campeonato NORCECA U21 de 2024 ( Toronto, 25 al 30 de julio)             | Canadá               | 6               | 1977            | 1999            | Séptimo (1977)                               |
| NORCECA (América del Norte, Central y el Caribe) | Campeonato NORCECA U21 de 2024 ( Toronto, 25 al 30 de julio)             | República Dominicana | 14              | 1995            | 2023            | Campeón (2015)                               |
| NORCECA (América del Norte, Central y el Caribe) | Campeonato NORCECA U21 de 2024 ( Toronto, 25 al 30 de julio)             | Puerto Rico          | 10              | 1981            | 2021            | Octavo lugar (2005)                          |
| NORCECA (América del Norte, Central y el Caribe) | Campeonato NORCECA U21 de 2024 ( Toronto, 25 al 30 de julio)             | Estados Unidos       | 13              | 1977            | 2023            | Cuarto puesto (2007, 2011)                   |

## Modo de disputa
Los 24 equipos fueron distribuidos en cuatro grupos de seis selecciones cada uno. Los cuatro primeros de cada grupo avanzaron a los octavos de final, mientras que los eliminados continuaron compitiendo para definir el resto de las posiciones. Para definir el orden de clasificación en cada grupo de la fase preliminar se tomó el siguiente criterio:
- Número total de victorias

- Puntos de partido:
  - Partidos ganados 3-0 o 3-1 otorgaron tres puntos al ganador y cero al perdedor
  - Partidos ganados 3-2 otorgaron dos puntos al ganador y uno al perdedor
  - Partidos anulados o cancelados, tres puntos al ganador y cero al perdedor, con un marcador de 0-25, 0-25 y 0-25
- Relación sets ganados/perdidos (ratio)
- Relación puntos ganados/perdidos (ratio)

Si el empate continúa entre dos equipos, se tomó en cuenta el resultado entre los equipos empatados. Si el empate continúa entre tres o más equipos, se confeccionaría una nueva tabla clasificatoria teniendo en cuenta solo los partidos entre los equipos en cuestión.